# Brayden Wiliame

a Compétitions nationales et continentales officielles uniquement.

b Matchs officiels uniquement.
Brayden Wiliame, né le 17 décembre 1992 à Gosford (Australie), est un joueur de rugby à XIII australien d'origine fidjienne évoluant au poste d'ailier ou de centre. Il fait ses débuts en National Rugby League (« NRL ») avec les Eels de Parramatta lors de la saison 2013 avant de rejoindre en 2015 les Sea Eagles de Manly-Warringah pendant deux saisons. En 2017, il rejoint la Super League et le club des Dragons Catalans. Il porte également les couleurs de la sélection des Fidji depuis 2015.

## Biographie
De 2010 à 2012, Brayden Wiliame joue dans les compétitions de jeunes avec le Melbourne Storm et porte également le maillot de la Nouvelle-Galles du Sud des moins de dix-huit ans. Il est appelé en fin d'année 2010 en sélection junior de l'équipe des Fidji.
Grand espoir du rugby à XIII, il signe son premier contrat professionnel avec les Eels de Parramatta pour la saison 2013. Il dispute cette saison là trois matchs en National Rugby League. En 2014, il rejoint les Knights de Newcastle mais ne dispute que des matchs avec la réserve en New South Wales Cup.
Il décide donc de signer pour deux années pour les Sea Eagles de Manly-Warringah en 2015 et y produit une seconde saison 2016 productive avec six essais en douze rencontres. Il joue alternativement au poste de centre ou d'ailier. En 2016, il remporte enfin son premier match en NRL après treize défaites depuis le début de sa carrière.
Parallèlement, il prend part à des rencontres internationales avec la sélection des Fidji dès mai 2015. En novembre 2016, il rompt son contrat avec Manly et sur les conseils du sélectionneur de l'équipe des Fidji Mickael Potter rejoint la franchise française des Dragons Catalans en Super League pour deux saisons.
Le 9 juillet 2021, son retour en Catalogne est annoncé du côté de l'USA Perpignan avec laquelle il doit découvrir le Top 14 et le rugby professionnel à XV dès la mi-septembre 2021.

## Palmarès
- Collectif :
  - Vainqueur de la Challenge Cup : 2018 (Dragons Catalans).

### En sélection

#### Détails en sélection
| Matchs internationaux de Brayden Wiliame | Matchs internationaux de Brayden Wiliame | Matchs internationaux de Brayden Wiliame | Matchs internationaux de Brayden Wiliame | Matchs internationaux de Brayden Wiliame | Matchs internationaux de Brayden Wiliame | Matchs internationaux de Brayden Wiliame | Matchs internationaux de Brayden Wiliame | Matchs internationaux de Brayden Wiliame | Matchs internationaux de Brayden Wiliame | Matchs internationaux de Brayden Wiliame | Matchs internationaux de Brayden Wiliame |
|                                          | Date                                     | Lieu                                     | Adversaire                               | Résultat                                 | Compétition                              | Poste                                    | Points                                   | Essais                                   | Pen.                                     | Drops                                    |                                          |
| ---------------------------------------- | ---------------------------------------- | ---------------------------------------- | ---------------------------------------- | ---------------------------------------- | ---------------------------------------- | ---------------------------------------- | ---------------------------------------- | ---------------------------------------- | ---------------------------------------- | ---------------------------------------- | ---------------------------------------- |
| sous les couleurs des Fidji              |                                          |                                          |                                          |                                          |                                          |                                          |                                          |                                          |                                          |                                          |                                          |
| 1.                                       | 2 mai 2015                               | Robina Stadium, Gold Coast, Australie    | Papouas.-Nlle-Guinée                     | 22-10                                    | Amical                                   | Centre                                   | -                                        | -                                        | -                                        | -                                        |                                          |
| 2.                                       | 7 mai 2016                               | Parramatta Stadium, Sydney, Australie    | Papouas.-Nlle-Guinée                     | 22-24                                    | Amical                                   | Centre                                   | -                                        | -                                        | -                                        | -                                        |                                          |
| 3.                                       | 8 octobre 2016                           | Apia Park, Apia, Samoa                   | Samoa                                    | 20-18                                    | Amical                                   | Centre                                   | 4                                        | 1                                        | -                                        | -                                        |                                          |

### En club

#### Statistiques
| Saison | Club                       | Compétition           | Matchs | Points | Essais | Goals | Drops |
| ------ | -------------------------- | --------------------- | ------ | ------ | ------ | ----- | ----- |
| 2013   | Parramatta Eels            | National Rugby League | 6      | 12     | 3      | 0     | 0     |
| 2014   | Newcastle Knights          | National Rugby League | 0      | 0      | 0      | 0     | 0     |
| 2015   | Manly-Warringah Sea Eagles | National Rugby League | 5      | 4      | 1      | 0     | 0     |
| 2016   | Manly-Warringah Sea Eagles | National Rugby League | 18     | 24     | 6      | 0     | 0     |
| 2017   | Dragons Catalans           | Super League          | 19     | 44     | 11     | 0     | 0     |
| 2018   | Dragons Catalans           | Super League          | 28     | 36     | 9      | 0     | 0     |
| 2018   | Dragons Catalans           | Challenge Cup         | 3      | 4      | 1      | 0     | 0     |
| 2019   | Dragons Catalans           | Super League          | 25     | 40     | 10     | 0     | 0     |
| 2019   | Dragons Catalans           | Challenge Cup         | 2      | 16     | 4      | 0     | 0     |